# Mercury Cars Limited
Die Mercury Cars Ltd. war ein britischer Automobilhersteller in Twickenham (Middlesex). Von 1914 bis 1923 wurden dort Mittelklassewagen gebaut.

## Beschreibung
Der Mercury 12/14 hp erschien 1914 mit einem Vierzylinder-Reihenmotor mit 1,9 Liter Hubraum. Das Fahrgestell des Tourenwagens hatte 2743 mm Radstand. Der Erste Weltkrieg beendete 1915 die Fertigung.
1920 wurde das kleinere Modell Mercury 10 hp aufgelegt. Ebenfalls mit einem Vierzylindermotor ausgestattet hatte es 1,3 Liter Hubraum. Bis 1923 wurde es gefertigt. Der Radstand entsprach dem des Vorkriegsmodells.
Als echter Nachfolger des 12/14 hp kann der Mercury 11.9 hp aus dem Jahr 1921 gelten. Auch er konnte wieder mit 1,9 Liter Hubraum aus vier Zylindern aufwarten. Der Radstand betrug nun 2896 mm.
1924 war die Marke nicht mehr auf dem Markt vertreten.

## Modelle
| Modell   | Bauzeitraum | Zylinder | Hubraum cm³ | Radstand mm |
| -------- | ----------- | -------- | ----------- | ----------- |
| 12/14 hp | 1913–1915   | 4 Reihe  | 1940        | 2743        |
| 10 hp    | 1919–1923   | 4 Reihe  | 1313        | 2743        |
| 11,9 hp  | 1921        | 4 Reihe  | 1944        | 2896        |